# 스퐁고모나스류
스퐁고모나스류(Spongomonadea)는 리자리아계에 속하는 진핵생물 분류군의 하나이다. 이전에는 레티쿨로필로사에 속하는 원생생물로 분류하였으나, 이제는 모나도필로사로 옮겨 분류한다. 스퐁고모나스속(Spongomonas)과 리피도덴드론속(Rhipidodendron)을 포함하고 있다.

## 하위 분류
- 스퐁고모나스강 (Spongomonadea)
  - 스퐁고모나스목 (Spongomonadida)
    - 스퐁고모나스과 (Spongomonadidae)
      - 스퐁고모나스속 (Spongomonas)
        - 스퐁고모나스 미니마 (Spongomonas minima)

      - 리피도덴드론속 (Rhipidodendron)
        - 리피도덴드론 스플렌디둠 (Rhipidodendron splendidum)